# Marcel Zyskind
Marcel Zyskind (* 28. Oktober 1979 in Dänemark) ist ein dänisch-polnischer Kameramann.
Er wurde vor allem durch die Zusammenarbeit mit dem britischen Regisseur Michael Winterbottom bekannt. Produkte dieser erfolgreichen Zusammenarbeit sind In This World – Aufbruch ins Ungewisse und Code 46, für die er 2003 und 2004 für den Europäischen Filmpreis nominiert war, sowie 9 Songs, welcher ihm 2004 auf dem Festival von San Sebastian den Kamerapreis einbrachte. 2006 arbeitete er mit Winterbottom auch bei The Road to Guantanamo zusammen, ein Jahr später beim Filmdrama Ein mutiger Weg und zwei Jahre später beim Filmdrama Genova. 2012 kooperierten die beiden erneut bei Everyday.
Zyskind begann seine Tätigkeit im Filmgeschäft als einfacher Kameramann Ende der 1980er Jahre.

## Filmografie (Auswahl)
- 2002: In This World – Aufbruch ins Ungewisse (In this World)
- 2003: Code 46
- 2004: 9 Songs
- 2005: A Cock and Bull Story
- 2006: The Road to Guantanamo
- 2007: Mister Lonely
- 2007: Ein mutiger Weg (A Mighty Heart)
- 2008: Genova
- 2009: Mammut (Mammoth)
- 2010: The Killer Inside Me
- 2011: Trishna
- 2012: Everyday
- 2014: Die zwei Gesichter des Januars (The Two Faces of January)
- 2015: Sommer '92 (Sommeren '92)
- 2019: Der Tag wird kommen (The Day Shall Come)
- 2020: Falling
- 2021: As in Heaven (Du som er i himlen)
- 2022: Dalíland
- 2023: The Dead Don’t Hurt
- 2025: The Ugly Stepsister